# 西和田駅
西和田駅（にしわだえき）は、北海道根室市西和田にある北海道旅客鉄道（JR北海道）根室本線（花咲線）の駅である。電報略号はニシ。事務管理コードは▲110452。

## 歴史

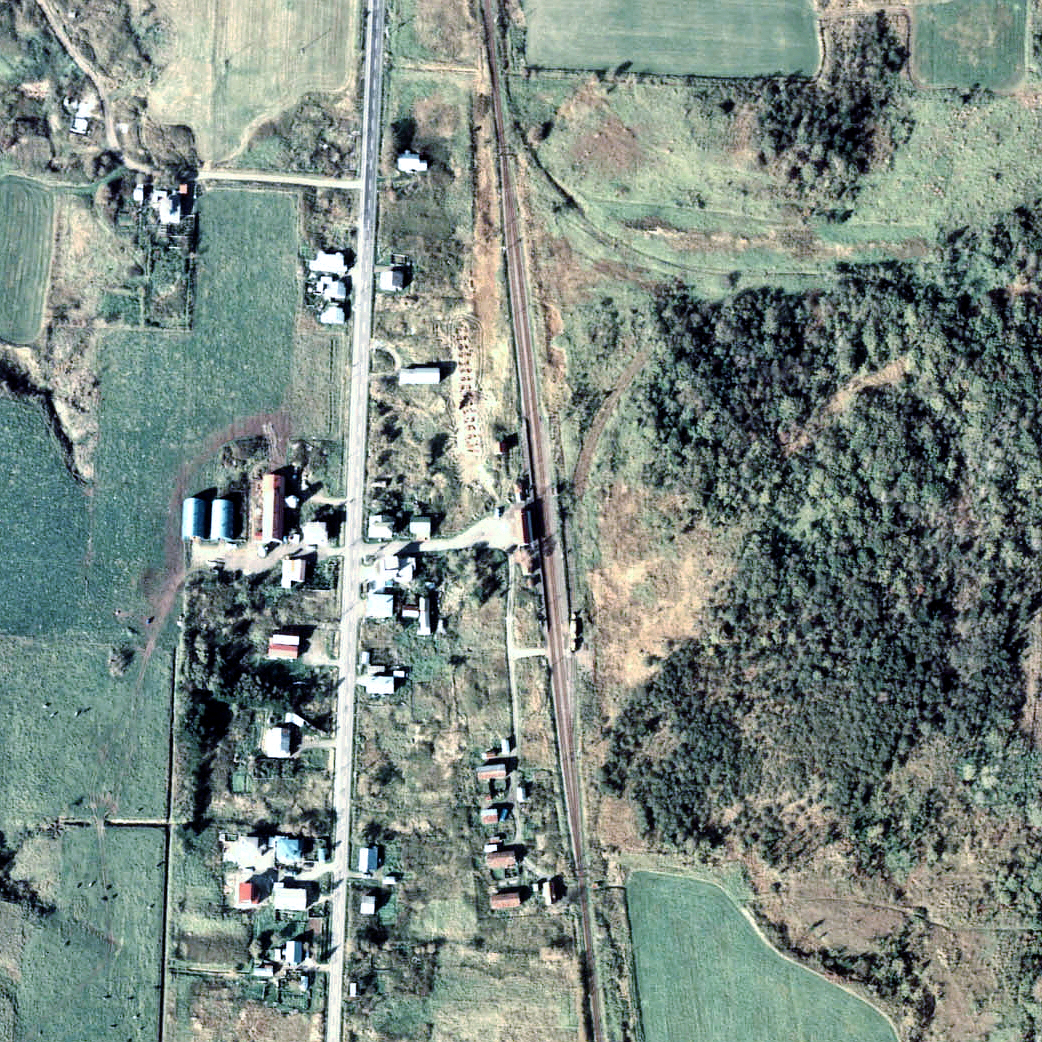
1978年の西和田駅と周囲500m範囲。上が根室方面。温根沼と花咲湾の間の高台に位置する。相対式ホーム2面2線で、駅裏の釧路側に保線用の引込線があり、保線車が停車している。かつては駅舎横の根室側には貨物ホームと引込線があったが、貨物取扱廃止の1974年以降に撤去されて建家だけが残されている。後に無人駅化に伴い駅舎側に棒線化された。駅裏の根室側にY線の跡が残されている。

- 1920年（大正9年）11月10日：鉄道省釧路本線（→根室本線）厚床駅 - 当駅間延伸に伴い開業、一般駅[2]。
- 1921年（大正10年）8月5日：当駅 - 根室駅間延伸開業[3]。給水所及び機関車方向転換用のY線（デルタ線）設置[4]。
- 1931年（昭和6年）4月1日：簡易駅（旅客駅）となる[4]。
- 1935年（昭和10年）10月1日：一般駅に戻る[4]。
- 1962年（昭和37年）1月15日：車扱貨物取扱い廃止[4]。
- 1974年（昭和49年）10月1日：貨物取扱い廃止[4]。
- 1984年（昭和59年）
  - 2月1日：荷物取扱い廃止[4]。
  - 3月1日：無人駅化[4]。
- 1986年（昭和61年）
  - 10月13日：駅舎改築に伴い、既存駅舎の公開入札を実施[5][6]。
  - 月日不明：駅舎を貨車駅に改築[7]。
- 1987年（昭和62年）4月1日：国鉄分割民営化により、北海道旅客鉄道（JR北海道）の駅となる[8]。

### 駅名の由来
開設当時の所在自治体名（和田村）に「西」を冠したもの。現在は所在地の字名となっている。
「和田」の名称は、同地が1886年（明治19年）に福井県、石川県、新潟県、山形県、鳥取県の士族220戸1,083人からなる屯田兵第2大隊第1中隊によって開拓された際、当時の大隊長・和田正苗の姓にちなんで命名されたものである。
その後、第2大隊第1中隊は増員により第4大隊へ格上げ・改組され、和田地区東部に第1中隊、西部に第2中隊を置おいた。これにより前者が「東和田」、後者が「西和田」と称されるようになり、地名となった。当駅はその「西和田」に所在する。

## 駅構造
単式ホーム1面1線を有する地上駅。かつては交換設備を備えた。車掌車改造の待合所が設置されている。根室駅管理の無人駅。

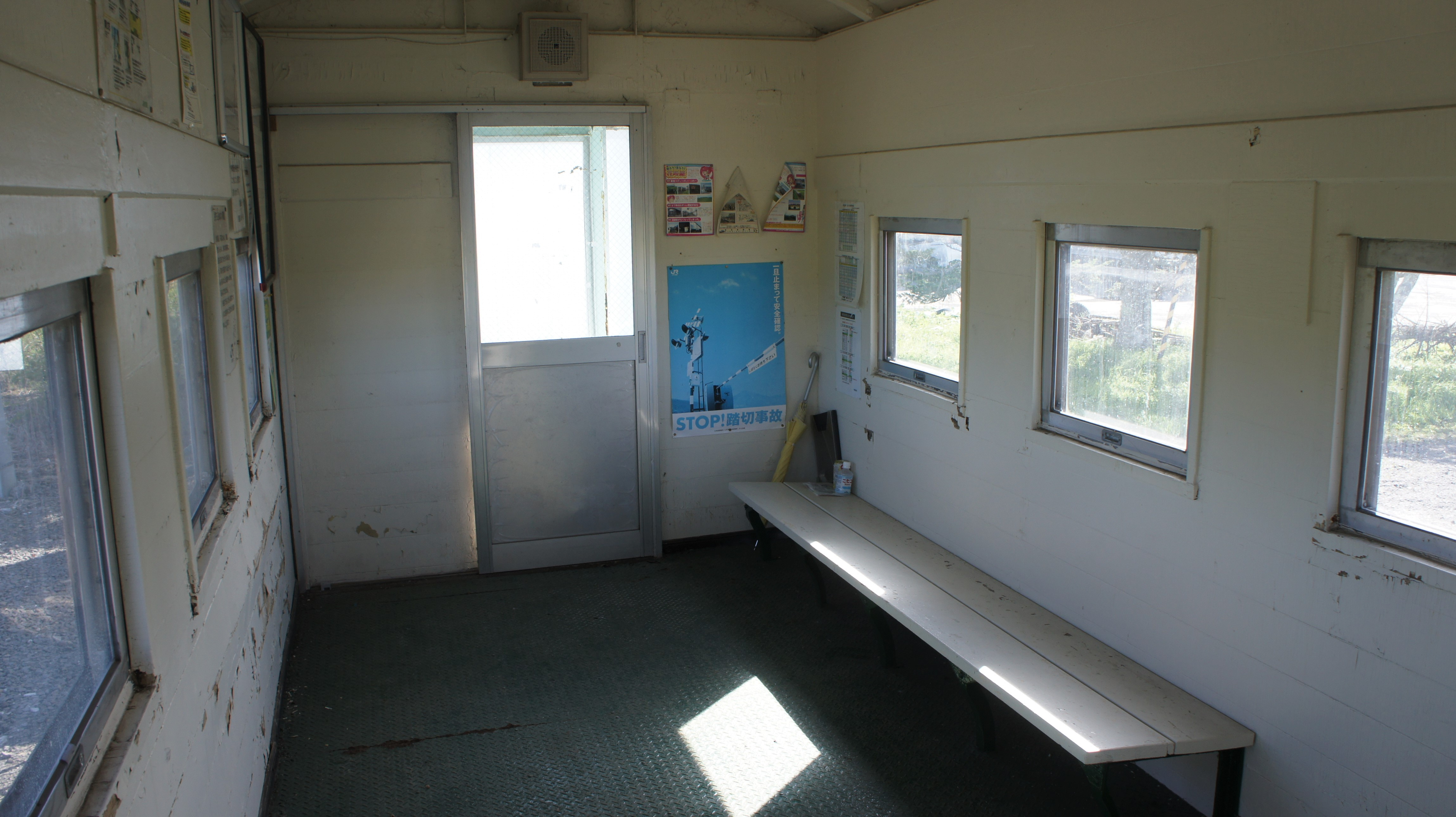
待合室（2018年9月）
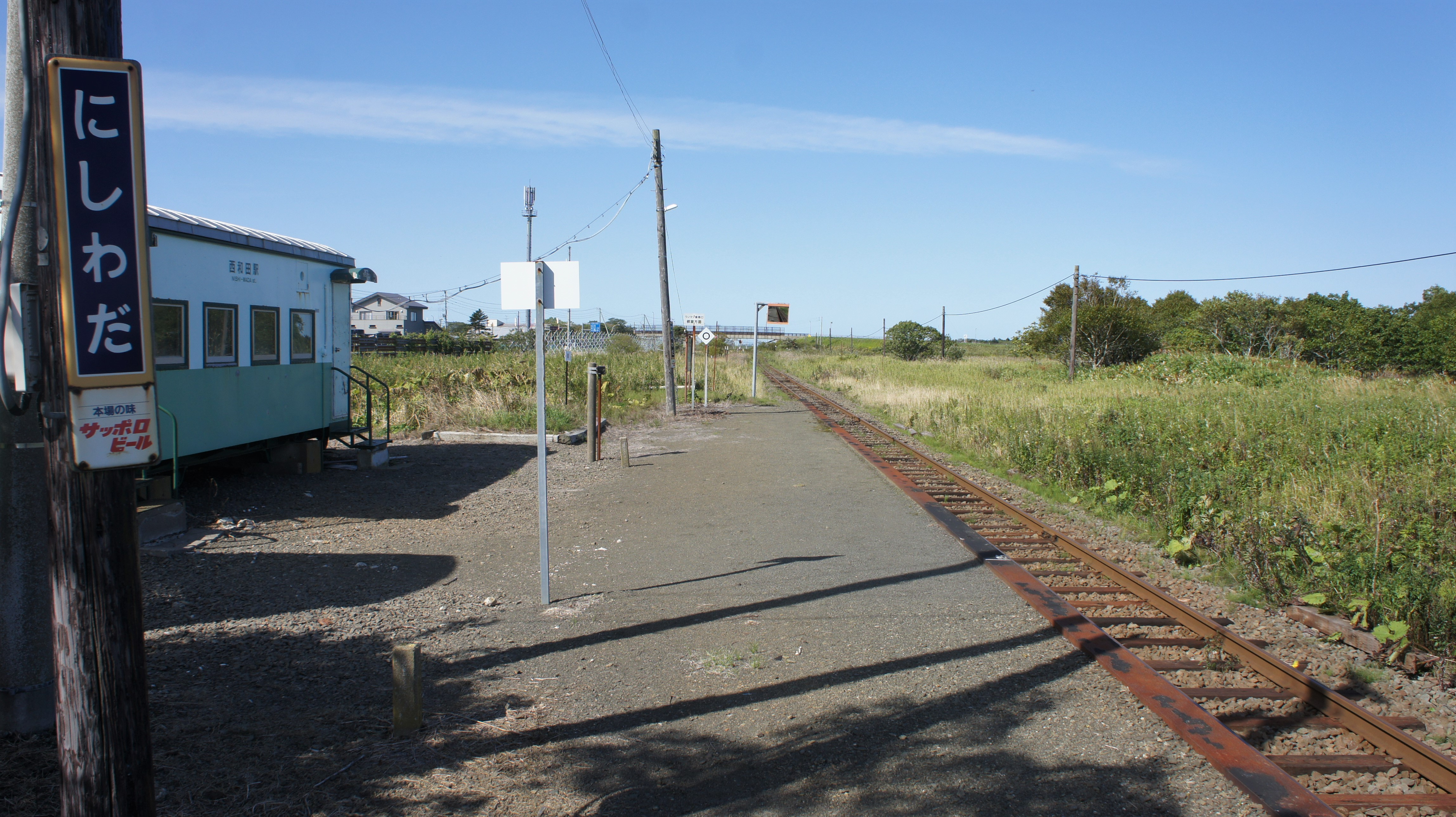
ホーム（2018年9月）

## 利用状況
乗車人員の推移は以下のとおり。年間の値のみ判明している年については、当該年度の日数で除した値を括弧書きで1日平均欄に示す。乗降人員のみが判明している場合は、1/2した値を括弧書きで記した。
また、「JR調査」については、当該の年度を最終年とする過去5年間の各調査日における平均である。
| 年度               | 乗車人員（人） | 乗車人員（人） | 乗車人員（人） | 出典       | 備考                |
| 年度               | 年間           | 1日平均        | JR調査         | 出典       | 備考                |
| ------------------ | -------------- | -------------- | -------------- | ---------- | ------------------- |
| 1978年（昭和53年） |                | 30             |                | [ 11 ]     |                     |
| 1979年（昭和54年） | 11,586         | (31.7)         |                | [ 12 ]     |                     |
| 1980年（昭和55年） | 11,592         | (31.8)         |                | [ 12 ]     |                     |
| 1981年（昭和56年） | 9,282          | (25.4)         |                | [ 12 ]     |                     |
| 1982年（昭和57年） | 7,708          | (21.1)         |                | [ 12 ]     |                     |
| 1992年（平成04年） |                | (5.0)          |                | [ 7 ]      | 1日平均乗降客数10人 |
| 2015年（平成27年） |                |                | 「10名以下」   | [ JR北 1 ] |                     |
| 2016年（平成28年） |                |                | 2.0            | [ JR北 2 ] |                     |
| 2017年（平成29年） |                |                | 2.6            | [ JR北 3 ] |                     |
| 2018年（平成30年） |                |                | 3.2            | [ JR北 4 ] |                     |
| 2019年（令和元年） |                |                | 3.6            | [ JR北 5 ] |                     |
| 2020年（令和02年） |                |                | 3.8            | [ JR北 6 ] |                     |
| 2021年（令和03年） |                |                | 5.0            | [ JR北 7 ] |                     |
| 2022年（令和04年） |                |                | 4.4            | [ JR北 8 ] |                     |

## 駅周辺
- 北海道道142号根室浜中釧路線
- 北海道道780号花咲港温根沼線
- 和田簡易郵便局
- 屯田記念館
- 根室市立和田小学校
- 和田屯田兵村の被服庫（北海道指定文化財）

3kmほど離れたところにラジオNIKKEI根室送信所がある。

## 隣の駅
北海道旅客鉄道（JR北海道）
根室本線（花咲線）

昆布盛駅 - 西和田駅 - *花咲駅 - *東根室駅 - 根室駅
*:打消線は廃駅。

### JR北海道
1. ↑  “極端にご利用の少ない駅（3月26日現在）” (PDF). 平成28年度事業運営の最重点事項.   北海道旅客鉄道. p. 6 (2016年3月28日). 2017年9月25日閲覧。
2. ↑  「根室線（釧路・根室間）」（PDF）『線区データ（当社単独では維持することが困難な線区）』、北海道旅客鉄道、2017年12月8日。オリジナルの2017年12月9日時点におけるアーカイブ。2017年12月10日閲覧。
3. ↑  「根室線（釧路・根室間）」（PDF）『線区データ（当社単独では維持することが困難な線区）(地域交通を持続的に維持するために)』、北海道旅客鉄道株式会社、3頁、2018年7月2日。オリジナルの2018年8月19日時点におけるアーカイブ。2018年8月19日閲覧。
4. ↑  “根室線（釧路・根室間）” (PDF). 線区データ（当社単独では維持することが困難な線区）(地域交通を持続的に維持するために).   北海道旅客鉄道. p. 3 (2019年10月18日). 2019年10月18日時点のオリジナルよりアーカイブ。2019年10月18日閲覧。
5. ↑  “根室線（釧路・根室間）” (PDF). 地域交通を持続的に維持するために > 輸送密度200人以上2,000人未満の線区（「黄色」8線区）.   北海道旅客鉄道. p. 3 (2020年10月30日). 2020年11月2日時点のオリジナルよりアーカイブ。2020年11月2日閲覧。
6. ↑  “駅別乗車人員  特定日調査（平日）に基づく”.   北海道旅客鉄道. 2022年8月3日時点のオリジナルよりアーカイブ。2022年8月14日閲覧。
7. ↑  “駅別乗車人員  特定日調査（平日）に基づく”.   北海道旅客鉄道. 2022年9月3日時点のオリジナルよりアーカイブ。2022年9月3日閲覧。
8. ↑  “駅別乗車人員  特定日調査（平日）に基づく”.   北海道旅客鉄道. 2023年11月10日時点のオリジナルよりアーカイブ。2023年11月10日閲覧。